# Thorunna montrouzieri
Thorunna montrouzieri is een zeenaaktslak die behoort tot de familie van de Chromodorididae. Deze slak komt enkel voor langs de kust van Nieuw-Caledonië.
De slak is roze gekleurd, met een roze mantelrand. Over de rug strekt zich tussen de kieuwen en de rinoforen een brede witte zone uit, die omzoomd is met een rode lijn. De kieuwen en rinoforen zijn oranjerood gekleurd. De kop en de staart van de slak bevatten paarsachtige vlekken. Ze wordt, als ze volwassen is, zo'n 8 tot 15 mm lang. Ze voeden zich met sponzen.